# اللهجات العربية في آسيا الوسطى
تنتشرُ في آسيا الوسطى لهجات عِدّة مشتقّة عن اللغة العربية، رغم ما طرأ عليها من تغيّرات كثيرةٍ وامتزاجٍ بلغاتٍ أخرى، فهي تختلف عن بعضها إلى درجة أن تكون لغاتٍ مستقلّة، ويُعرِّفها الباحثون على أنها اللهجة البخارية والقشقدارية المحكيَّتان في أوزبكستان وطاجيكستان، واللهجة الخراسانية المحكيَّة في شرق إيران، واللهجة الأفغانية في أفغانستان. وتواجه كل اللهجات العربية في آسيا الوسطى خطر الانقراض اللغوي حالياً، وذلك بسبب انصهار الناطقين بها بمن حولهم من مجتمعات تتحدث باللغات الأتراكية والإيرانية (وهي اللغات الرئيسية في بلدانهم حالياً)، وقد أصبح مُعظم مَن يتقنون هذه اللهجات مِن كبار السنِّ، وعددهم في تناقصٍ مستمرّ.
يُظَنُّ أن أصول اللهجات العربية في آسيا الوسطى ترجعُ -في سماتها اللغوية- إلى جنوب العراق، إذ يُعتقدُ أنها تفرَّعت من بعض اللهجات العراقية في بداية فترة الفتوحات الإسلامية أو أثناء العصر العباسي. ويشيرُ المؤرّخون إلى أن أول المهاجرين العرب وفدوا إلى تلك المناطق في القرن الثاني للهجرة (الموافق للثامن الميلادي) أثناء الفتوحات الإسلامية وفي عهد الدولة العباسية بعدها. وقد استقرَّ بعضُ هؤلاء العرب في المدن الكبرى بآسيا الوسطى، مثل بلخ في أفغانستان ونيسابور في إيران وغير ذلك، على أن كثيراً منهم وجدوا في صحارى وأرياف هذه البلدان بيئةً مألوفة لبلاد العرب، فعاشوا حياةً بدوية أو قروية في مجتمعات منعزلة ولم يختلطوا كثيراً بمن حولهم من الأعاجم، وهذا ما ساعد لهجتهم على البقاء بشكلها الأصلي حتى الوقت الحاضر، على أنه أدى -أيضاً- لانعزالها عن سائر اللهجات العربية الأخرى ولاختلافها عن تلك اللهجات -بمرور الوقت- اختلافاً عظيماً.
هاجر كثيرٌ من هؤلاء العرب الرُّحل من قراهم في أوزبكستان وطاجيكستان إلى شمال أفغانستان في القرن الثامن عشر، وذلك نزوحاً من اجتياح الاتحاد السوفيتي لآسيا الوسطى وما ترتَّب عليه من تبعات، وانصهر معظم هؤلاء بالمجتمع الأفغاني فأخذوا اللسان الفارسي، على أن قليلاً منهم (في ضواحي مدينة مزار شريف) حفظوا تراثهم ولهجتهم العربية. واضطرَّ عربُ آسيا الوسطى مع بدء القرن العشرين للاستقرار في قرى ومجتمعات حضرية اختلطوا فيها أكثر بمن حولهم، فتأثرت لهجتهم كثيراً بلغاتٍ عديدة منها الأوزبكية والطاجيكية والداري (وهي لهجة فارسية) والباشتوية، واكتسبت من كلّ ذلك صفاتٍ شتّى تُميّزها عن جميع اللهجات العربية الأخرى، بل وعن معظم اللغات، لأنها أمست مزيجاً من عائلات لغوية متباعدة جداً. على أن هذه اللهجات نفسها بقيت متباعدةً عن بعضها، فظلَّت لها فروعٌ مختلفة في شرق إيران (وهي اللهجة المعروفة بالخراسانية) وفي جنوب أوزبكستان (وفيها اللهجتان البخارية والقشقدارية) وشمال أفغانستان (وفيها اللهجة الأفغانية).
لم يعرف الباحثون بوجود هؤلاء العرب في آسيا الوسطى حتى كشفَ إحصاءٌ سوفيتي في أوزبكستان عن وجود نسبةٍ من العرب حول بخارى وقشقداريا، وذلك في عشرينيات القرن العشرين، وأثارَ هذا الاكتشاف اهتمام بعض علماء اللسانيات فانكبّوا على توثيق هذه اللهجات ودراستها. وما تزال -رغم ذلك- الأبحاث والوثائق المتوفرة عن هذه اللهجات قليلة نسبياً.

## التاريخ

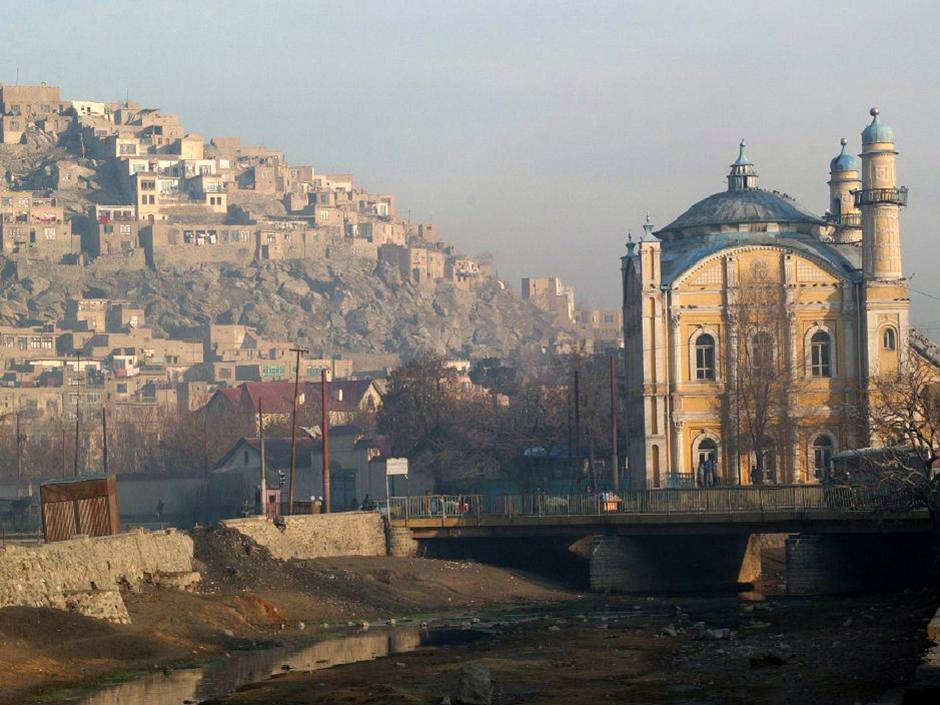
مسجد شاه دو شامشيرا في كابول بأفغانستان، وهي من المدن التي يحتملُ أن العرب سكنوها بكثرة في بعض الفترات التاريخية.

من المحتمل أن أصول العرب الذين يتحدثون باللهجات العربية في آسيا الوسطى قديمة جداً. إذ إن العرب هاجروا إلى آسيا الوسطى منذ فتح ما وراء النهر ودخول المسلمين إليها في القرنين السابع والثامن الميلاديَّيْن، واستوطن بعضهم منذئذٍ في المدن الكبرى بهذه البلاد، بينما انتشر آخرون بالتدريج إلى الأرياف والقرى. تشيرُ عِدّة أدلة تاريخية، من ضمنها رواية الجاحظ في القرن التاسع للميلاد والجغرافي اليعقوبي في القرن التاسع عشر، إلى أن جالياتٍ كبيرة من العرب سكنت في مدن آسيا الوسطى وانصهروا مع ثقافة السكان الأصليين ولغتهم، لكن من المحتمل أن بعض هؤلاء العرب نزحوا إلى الضواحي والبادية، ولعلَّ العُزْلة التي نالوها هناك ساعدتهم على صونِ ثقافتهم ولغتهم رغم طول الزمن. ويذكر المؤرخ الإصطخري أن مقاطعة قشقداريا كانت فيها قرية باسم «قريش» في القرون الهجرية الأولى، ولعلَّها كانت قرية عربية.
لم يقتصر سكن العرب تاريخياً في هذا الإقليم على بخارى وقشقداريا، وإنما يشيرُ اليعقوبي إلى أن العرب استقرّوا حضراً في ميدنتي مرو (في تركمانستان حالياً) وبلخ (في أفغانستان) وبدواً في ضواحي هاتين المدينتين، ومن أمثلة ذلك أيضاً ما ورد عن أن البدو العرب في ضواحي جرجان بلغوا عشرين ألفاً، كما ورد في بعض المصادر أن كثيراً من العرب قطنوا مدينة كابول الأفغانية في القرن السادس عشر. وتندرُ المعلومات عن تاريخ العرب في آسيا الوسطى بالقرنين السابع عشر والثامن عشر، على أن سجلات عِدّة تثبتُ وجودهم في مطلع القرن التاسع عشر في محيط بخارى (حيث كان لهم حكمٌ ذاتي بزعامة الأمير «هازور») وفي ترمذ وقرشي.

### الأصول المعاصرة
ويتداول سكان قرى بخارى العربية رواياتٍ شتّى عن أصولهم، إذ تزعمُ بعض هذه الروايات أن أصلهم من العرب الذي وقعوا أسرى لدى تيمور لنك، فوطَّن أسلافهم في هذه المنطقة منذ القرن الرابع عشر أو الخامس عشر ميلادياً، بينما يزعمُ بعضهم الآخر أن أجدادهم وفدوا إلى آسيا الوسطى أثناء الفتوحات الإسلامية في القرن الأول الهجري (السابع الميلادي). وتتضاربُ أراء المؤرخين في أصولهم الفعلية وفي زمن هجرتهم إلى آسيا الوسطى، فيرى أحد الباحثين أن عرب قشقداريا ينحدرون من الفاتحين المسلمين الذين جاؤوا القرن الأول الهجري (السابع الميلادي)، وأما عرب بخارى فيظنّ أنهم وفدوا في القرنين الرابع عشر والخامس عشر الميلاديَّيْن.
ومن المُوثَّق بين الباحثين أن عرب أفغانستان (الذين يسكنون قرب مدينة بلخ) هم في الأصل من عرب بخارى، وتفيدُ المصادر بأنهم وفدوا إلى أفغانستان كلاجئين ممَّا واجهوه من تضييق الاتحاد السوفيتي أثناء القرن التاسع عشر ميلادياً. ويختلفُ هؤلاء عن عرب كابول، الذين ذكرتهم الوثائق التاريخية في القرن السادس عشر (كما سبق) على أنهم انصهروا تماماً بمحيطهم الفارسي. ويذكر «مير عبد الكريم البخاري» في نهاية القرن الثامن عشر أن آلاف العائلات من العرب ما زالوا يسكنون حول مدينة أندخوي في شمال أفغانستان منذ عهد الدولتين الأموية والعباسية، على أنه لا يؤكّد إن كانوا يتحدثون العربية أم غيرها. وذكَرَ محافظ مدينة مزار شريف في سنة 1957 أن بعض البدو غرب المدينة ما زالوا يتحدثون باللسان العربي.
وتختلفُ الروابات في أصل المواطنين العرب بشرق إيران وفي مقاطعة خراسان الإيرانية، إذ تذهبُ بعضها إلى أنهم نزحوا إلى المنطقة من خوزستان في القرن الثامن عشر، إما في عهد الدولة الصفوية أو في فترة حكم نادر شاه (وهو خلفُ الصفويِّين في حكم إيران). بينما تشيرُ روايات أخرى إلى أن أصول هؤلاء العرب أقدمُ بكثير، فلعلَّهم جاؤوا من مدينة البصرة العراقية في القرون الأولى بعد الهجرة، وهي فكرةٌ تستندُ إلى كثرة أسماء القرى في شرق إيران التي كانت -كذلك- أسماء قرى حول البصرة، وكذلك بسبب تشابهُ لهجة عربخانة مع اللهجة الأحوازية أو الخوزستانية القريبة من جنوب العراق، كما أن في لهجة عربخانة كثيراً من الكلمات والأمثال العربية التراثية التي لم تَعُد دارجةً على الألسن.

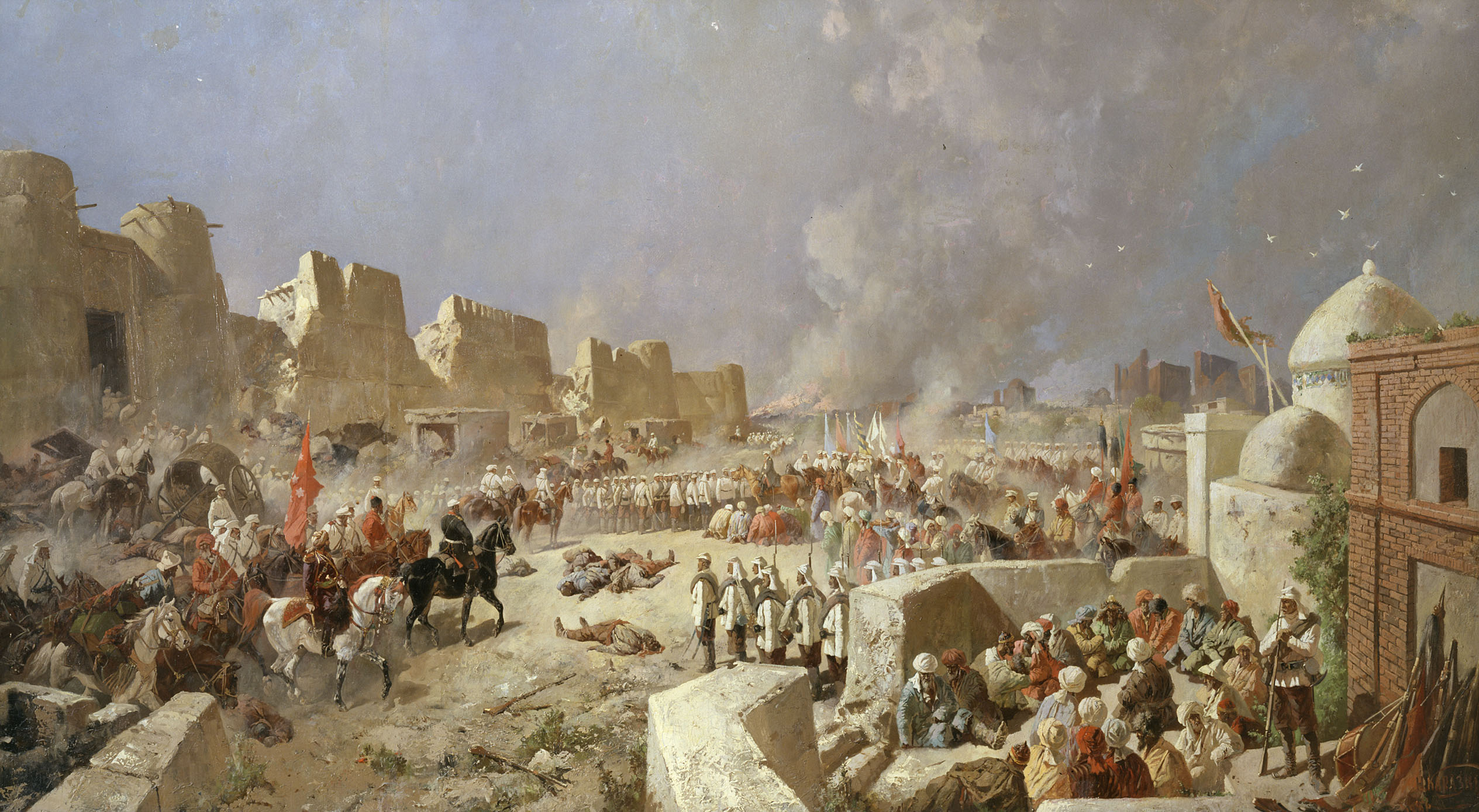
دخول الجيش الروسي إلى سمرقند عام 1868 أثناء الغزو الروسي لآسيا الوسطى، والذي أدى إلى نزوح كثيرٌ من العرب من أوزبكستان وطاجيكستان إلى أفغانستان، كما أدَّى لاحقاً إلى اهتمام الباحثين السوفييت باللهجات العربية في هذه المنطقة.

وتَرِدُ في المصادر عِدّة هجراتٍ مُوثّقة للجند العباسيين من العراق إلى خراسان، منها هجرةٌ في سنة 52-53 هـ (672-673م) لعددٍ من الجند البصريين والكوفيين زُعِمَ أنه بلغ خمسين ألف رجل مع عائلاتهم، تلتهم هجرة أخرى بعد نحو عشرة أعوام، ويعتقد أن كثيراً من هؤلاء انتقلوا من المدن إلى صحراء خراسان ليعيشوا فيها حياة البادية التي ألفوها في بلادهم. وتشيرُ أدلّة عِدّة إلى أن العرب في شرق إيران كانوا متمركزين تاريخياً في مقاطعة «عربخانة» جنوب خراسان، على أنهم نزحوا شمالاً إلى مناطق منها ضواحي مدينة سرخس في عام 1874.

### الدراسة والبحث
في سنة 1926، كشف إحصاء سكاني للاتحاد السوفيتي -سابقاً- عن وجود عددٍ كبيرٍ من العرب يسكنون قريباً من مدينة بخارى في أوزبكستان، والذين بلغ عددهم حينئذٍ نحو 30,000 نسمة، ممَّا أثار اهتمام العلماء والباحثين في مجال اللسانيات لدراسة اللهجة التي يتحدَّثُ بها هؤلاء العرب. أدَّى الاهتمام بعرب بخارى إلى اكتشاف وجود جالياتٍ عربية أخرى مستقرّة في شمال أفغانستان.
يعودُ الفضل في بدء دراسة اللهجات العربية في آسيا الوسطى إلى باحثين في اللسانيَّات انكبَّا على هذه المهمة في ثلاثينات القرن العشرين، بعد أن كشفت الإحصائيات عن وجود ناطقين عرب في هذه المناطق، وهذان الباحثان هما جورج تسيريتيلي وإسحاق فينيكوف، واهتمَّ من بعدهما باحثون آخرون بدراسة الأقلية العربية في آسيا الوسطى، وأطلق بعضهم على اكتشاف هؤلاء العرب ولهجتهم المميزة «ثورةً في دراسة اللهجات العربية». وكان جورج تسيريتيلي (وهو من الباحثين الرائدين) هو من أدرك وجود لهجتين متمايزتَيْن عن بعضهما في بخارى وقشقداريا.

## النطاق الجغرافي

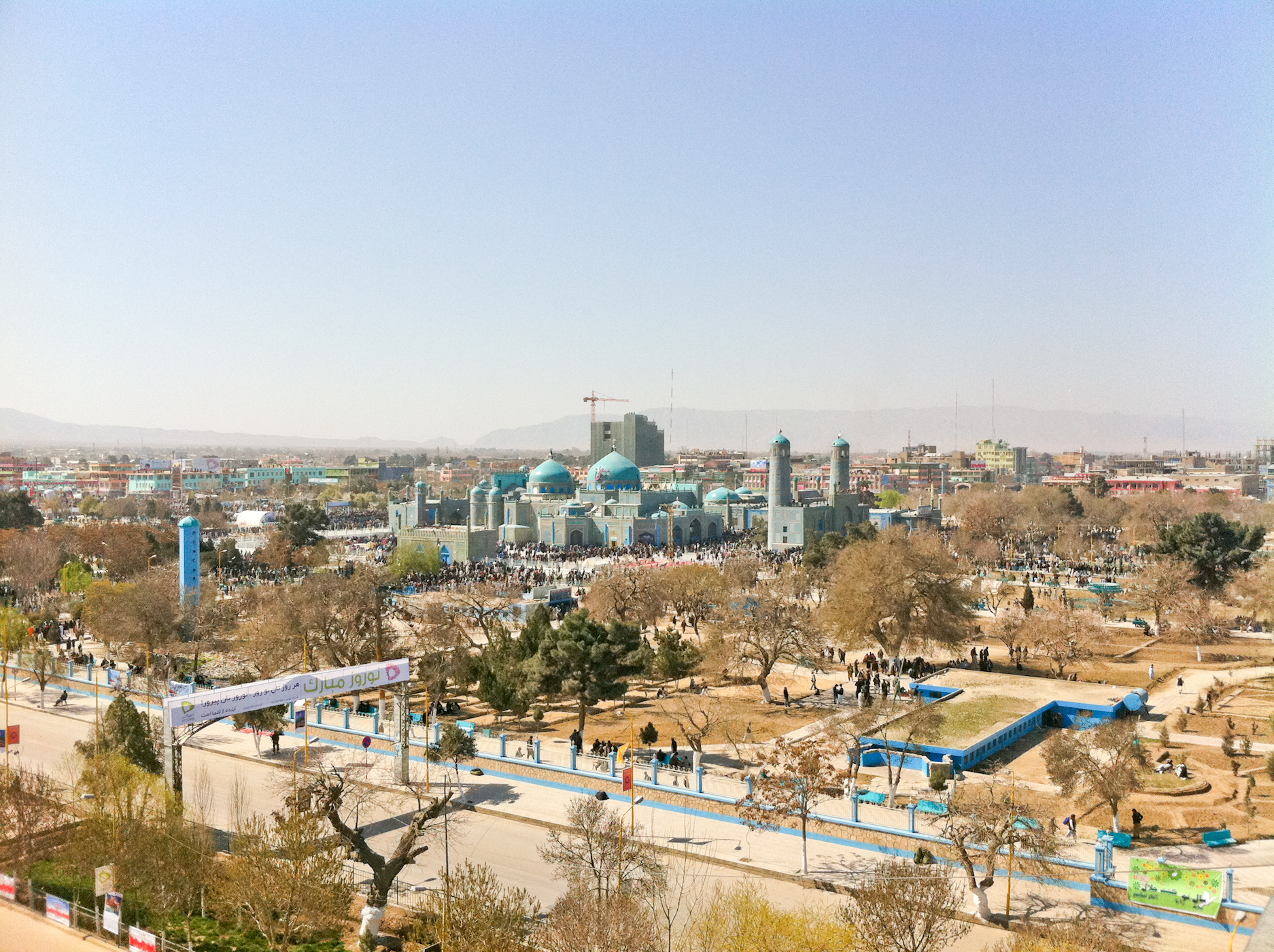
نزح كثيرٌ من العرب إلى شمال أفغانستان في نهاية القرن الثامن عشر، وانصهر كثيرٌ منهم بالمجتمع الأفغاني، على أن بعض الناطقين بالعربية ما زالوا يعيشيون في ضواحي مدينة مزار شريف (التي يظهر وسطها وجامعها الأزرق هنا).

تنقسمُ اللهجات العربية في آسيا الوسطى إلى أربع فئات: أولها هي اللهجة البخارية الدارجة في ضواحي مدينة بخارى (التي تقعُ قريباً من نهر جيحون في جنوب دولة أوزبكستان)، وقد اشتقّت منها ثانيةٌ هي اللهجة الأفغانية التي يتحدث بها مهاجرون عربٌ لجؤوا من بخارى إلى ضواحي بلخ (وتعتبر العربية الأفغانية والعربية البخارية لهجةً واحدة في الأساس)، وثالثها اللهجة القشقدارية الدارجة في ولاية قشقداريا (وهي -كذلك- في جنوب دولة أوزبكستان)، وهي تختلفُ اختلافاتٍ جمَّة عن اللهجة البخارية، بل إنه ليس بينهما فهم متبادل، ورابعها هي اللهجة الخراسانية التي تتحدث بها قبائل عربية مستقرّة في أرياف مقاطعة خراسان شرق إيران، وهذه اللهجة قريبةٌ من اللهجة القشقدارية نسبياً وكذلك من اللهجات العراقية، على أنهاتبقى لهجةً قائمة بذاتها ولها خواصها الفريدة.
وقد انعزلت هذه اللهجات الأربع عن سائر اللهجات العربية لحقبةٍ طويلة من الزمن فاكتسبت صفاتٍ خاصة، والحال التي اكتسبتها من ذلك شبيهة بحالة العربية المالطية التي أمست لغةً قائمةً بذاتها بفعل هذا التأثير، على أن اللهجات العربية في آسيا الوسطى تختلفُ عن المالطية بأنها منطوقةٌ حصراً، فهي ليست لغاتٍ تستخدم للكتابة ولا للتدوين (ما عدا ما وردَ في كتب وأبحاث علماء اللسانيات ممَّن درسوهما).

### أفغانستان
تعيشُ حالياً مجموعتان سكانيتان في أفغانستان تنسُبان أنفسهما لأصلٍ عربي، فالأولى مجموعة تُسمَّى «العرپ» تسكنُ جنوب جبال هندوكوش، وهم من الفلاحين البُسَطاء ويتحدثون جميعاً باللسان الفارسي ومنصهرون ثقافياً بالمجتمع الفارسي، والثانية من العرب الناطقين باللسان العربي، وهم يسكنون في أربع قرى صغيرة غرب مدينة مزار شريف في شمال أفغانستان، ومختلفون ثقافياً عن محيطهم. تُسمَّى هذه القرى: «حسن أباد» و«سلطان آريغ» و«يخدان» و«خوشحال أباد»، وكلّها تتبع إدارياً ولاية بلخ، وسكانها هم الناطقون باللهجة العربية الأفغانية. بلغ عدد السكان العرب في هذه المنطقة نحو 4,000 نسمة فقط في عقد 1970، وكان جميع الرجال في هذه القرى العربية طليقين بلُغاتٍ عِدّة، هي الفارسية (بلهجة الداري، وهي اللغة الرسمية للكتابة في ولاية بلخ) والأوزبكية والتركمانية (وهما لغتان شائعتان بين الفلاحين في المنطقة، رغم عدم تلقينهما في المدارس)، وأحياناً باللغة البشتوية أيضاً. ومعظم هؤلاء العرب أميّون ولا يجيدون القراءة ولا الكتابة بالعربية.

### أوزبكستان

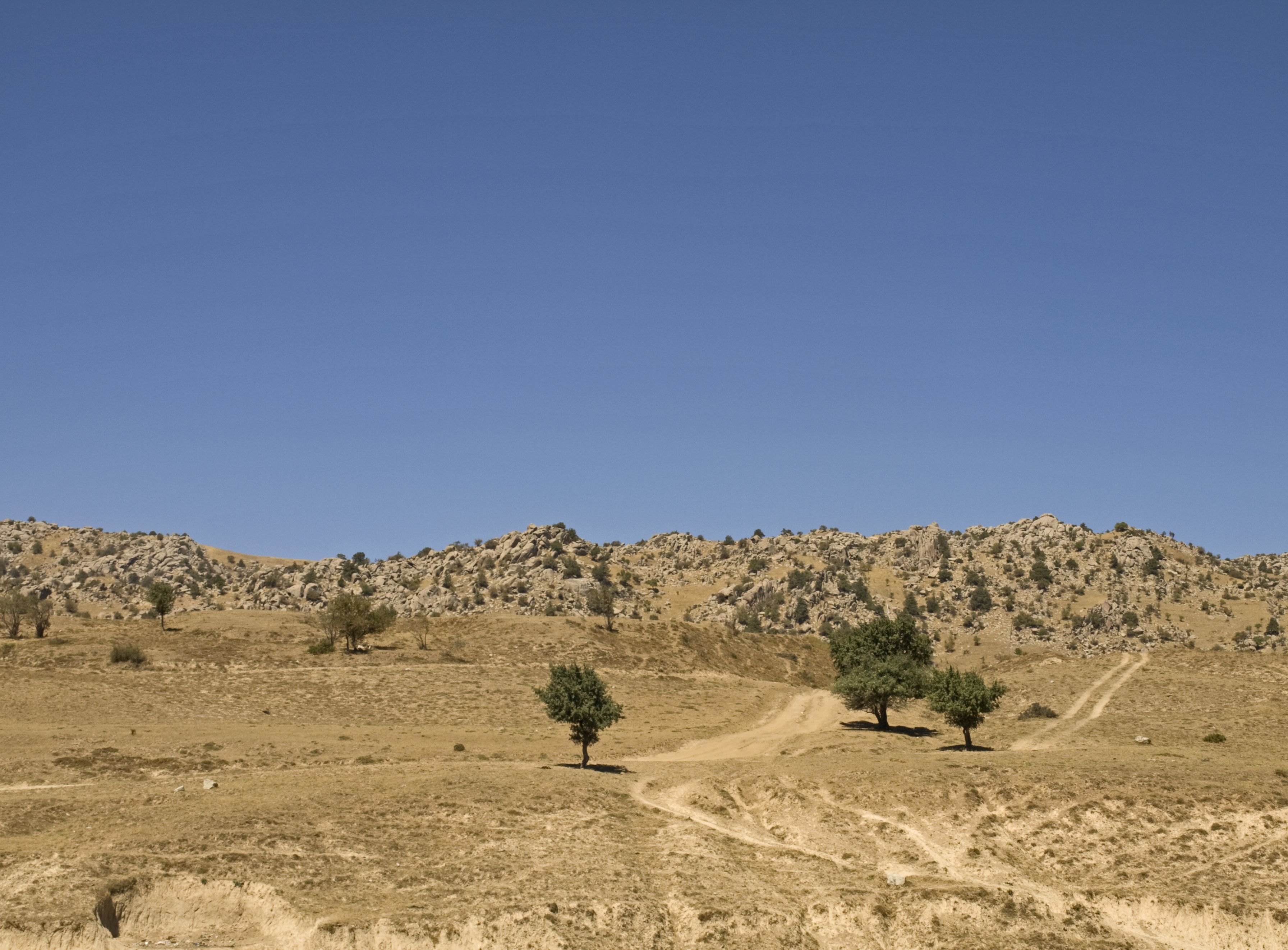
أَلِفَ العرب المناطق الصحراوية في آسيا الوسطى (مثل هذه الأرض الجافة في قشقداريا) فسكنوا فيها بأسلوب حياة البدو الرُّحَل.

تقعُ قريباً من بخارى قريتان صغيرتان اسمهما جوكاري وعربخانة، ويبلغُ عدد سكانهما مجتمعتين نحو 3,000 نسمة، وتتميَّزُ هاتان القريتان بوجود مجتمعات منعزلة فيهما من العرب الناطقين بلهجة متميّزة تُسمَّى عادةً «لهجة بخارى»، كما تُسمَّى أحياناً «لهجة جوكاري» نسبةً لواحدةٍ من القريتين.
وتتشابهُ لهجات آسيا الوسطى في كثير من جوانبها مع اللهجة العراقية، خصوصاً في مخارج الحروف وفي المفردات، لكن هذه اللهجات تأثَّرت تأثراً شديداً بما كان حولها من لغاتٍ إيرانية وتركية: فمعظم الناطقين باللهجتين القشقدارية والبخارية يتقنون ثلاث لغات، منها لهجةٌ عربية (هي لغتهم الأم) والتي يتقنون معها بدرجاتٍ متفاوتةٍ اللغتين الأوزبكية والطاجيكية (إذ يتقنُ عربُ بخارى الحديث باللغة الطاجيكية خصوصاً، بينما يتقن عربُ قشقداريا اللغة الأوزبكية أكثر)، ممَّا أدى لتأثير تراكميّ وبطيءٍ لهاتين اللغتين على حديثهم حتى تحوَّل إلى مزيجٍ فريدٍ بينها وبين العربية ناجمٍ عن التعدّد اللغويّ.

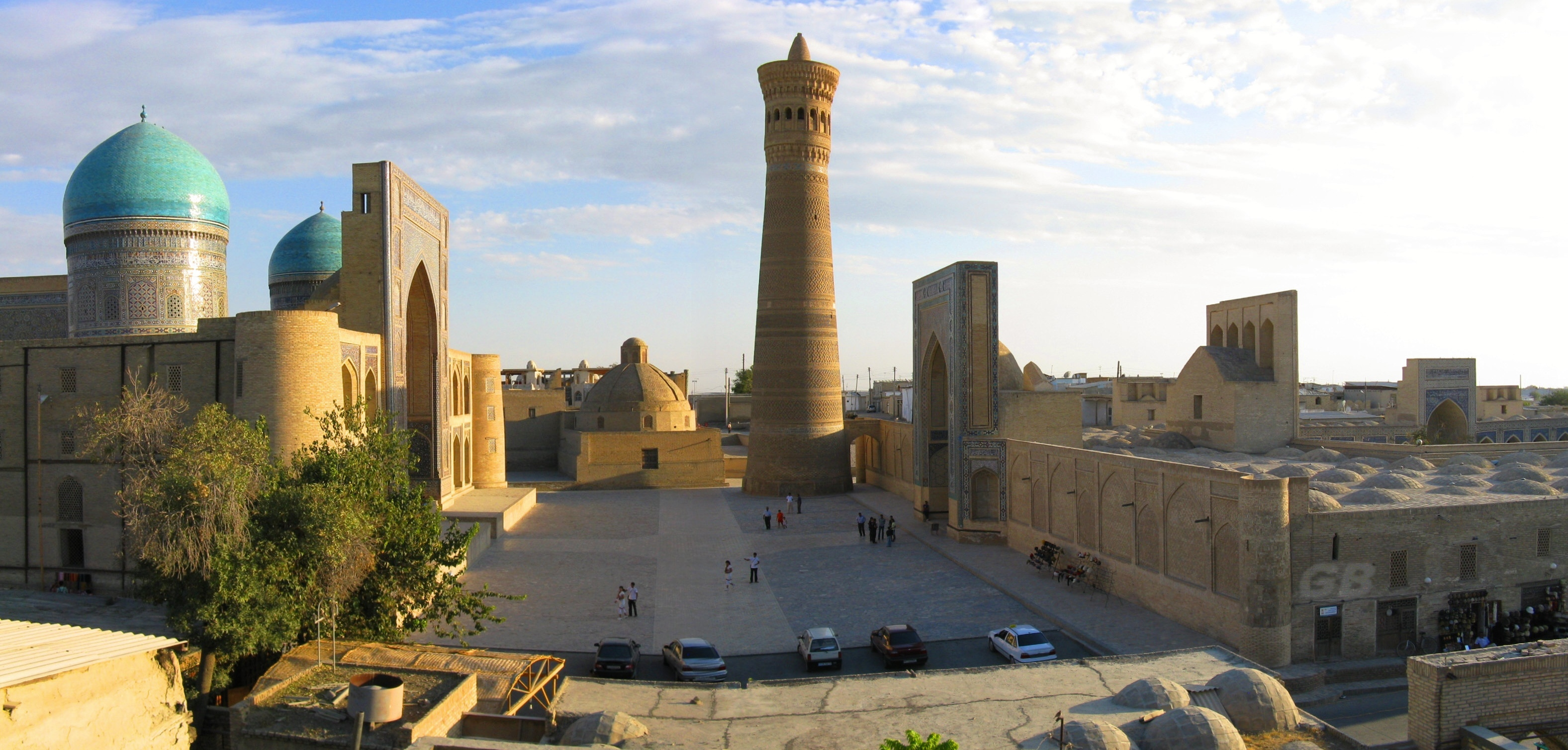
مدرسة مير عرب في بخارى.

ولا يجيدُ كثيرٌ من العرب كبار السنِّ في بخارى وقشقداريا الحديث باللغتين الأوزبكية والطاجيكية، ولهذا فهم يحافظون على معظم قواعد الكلام العربيِّ في حديثهم، بل إن بعضهم لا يعرفون لغةً إلا بالعربية. لكن أبناءهم الشباب واليافعين تأثّروا أكثر بالمجتمع المحيط بهم وصاروا يتحدثون الأوزبكية والطاجيكية بطلاقةٍ قد تتجاوزُ -أحياناً- طلاقتهم بالعربية، حتى أنهم يستعيرون كلماتٍ أجنبية كثيرة من هاتين اللغتين في حديثهم اليومي مع أهاليهم وعائلاتهم، وقد تكون هذه نتيجة لتغيّر نمط حياتهم في دولة أوزبكستان الحديثة.

### إيران

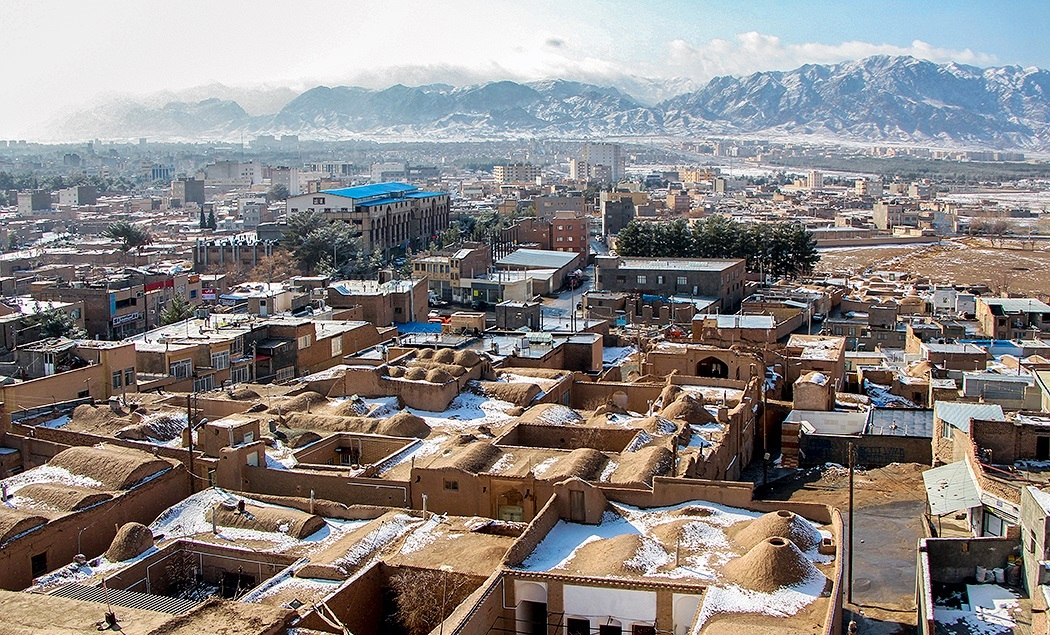
إطلالة على مدينة بيرجند في شرق إيران، والتي تقعُ مقاطعة عربخانة وزيركوه قريباً منها.

يعيشُ العرب في شرق إيران بثلاث مناطق رئيسية كلّها تقعُ في مقاطعة خراسان (سابقاً)، وهي عبارةٌ عن تقسيمٍ إداري حديث في إيران وتختلف عن إقليم خراسان الكبرى المشهور تاريخياً. والمناطق الثلاث التي يسكنُها العرب حالياً في شرق إيران -بحسب الباحثين- هي: منطقة عربخانة، والتي تقعُ جنوب مدينة بيرجند في محافظة خراسان الجنوبية، ومنطقة زيركوه التي تقعُ على مسافة مئة كيلومتر شمال شرق بيرجند (قرب الحدود الأفغانية)، وضواحي مدينة سرخس في محافظة خراسان الرضوية بأقصى شمال شرق إيران (قرب الحدود التركمانية). كما تعيشُ مجموعات صغيرة من العرب في مدنٍ كبرى، وقُدِّرَ عدد عائلات العرب في بعض هذه المدن (في سنة 2005) بالآتي: 300 عائلة في طهران، و200 في مشهد، و100 في كرمان، و10 في يزد، و5 في شيراز. ويُقدِّر أحد الباحثين مجموع عدد الناطقين باللهجة الخراسانية يتراوح بما بين 5,000 إلى 10,000 نسمة (في عام 2002)، على أنه من الغالب على الظن أن هذه العدد يتناقص.
وقد كان كثيرٌ من العرب في مقاطعة خراسان الإيرانية بدواً حتى أمدٍ قريب، على أنّهم استقروا في المئة عامٍ المنصرمة في قرى عديدةٍ فمنها ما يختلطون به بالسكان الفُرْس ومنها ما يعيشيون فيه بعُزْلة تامّة عن المجتمع الإيراني. والمركز السكاني للعرب في شرق إيران هو منطقة عربخانة، والتي ما زال يعيشُ فيه عددٌ كبيرٌ من الناطقين باللغة العربية ينسبون أنفسهم إلى قبيلة خزاعة. ومن هؤلاء نزحت جماعةٌ شمالاً في نهاية القرن التاسع عشر إلى مدينة سرخس وضواحيها، فيسكنون في قرى منها «قوش خزاعي» و«گنبدلي»، ومعظم هؤلاء يتبعون الإسلام على المذهب الشيعي. وهم يختلفون في ذلك عن عرب مقاطعة زيركوه من أهل السنة والجماعة على المذهب الحنفي، وهؤلاء ينسبون أنفسهم لعشيرة العناني، وهم يسكنون أربع قرى أسماؤها: «خلف» و«دري چرم» و«محمدية» و«سرآب».
كما يحتمل أن في ضواحي شيراز جنوب إيران عرباً يتحدثون بلهجة قريبة من اللهجة الخراسانية، ويُقَال أنه كان في مدينة طبس (قرب نيسابور) عربٌ من عشيرة اليعقوبي، على أنهم أبدلوا اللسان العربي بالفارسي. ومن الراجح أن هذا هو المستقبل الذي ينتظرُ العرب في شرق إيران، فقد عاشَ كثيرٌ منهم في عزلة لمئات السنين سمحت لهم بصَوْن لهجتهم العربية، على أنهم أمسوا الآن يختلطون يومياً بالأغلبية الفارسية حولهم، وقد أصبحت اللهجة الخراسانية (خصوصاً في مدينة سرخس وغيرها من المراكز السكانية الكبيرة) مقصورةً على كبار السنّ ولا يفهمُها أو يتحدث بها من الشباب إلا قليل، وهي في طريقها إلى الأفول.

## الخصائص اللغوية

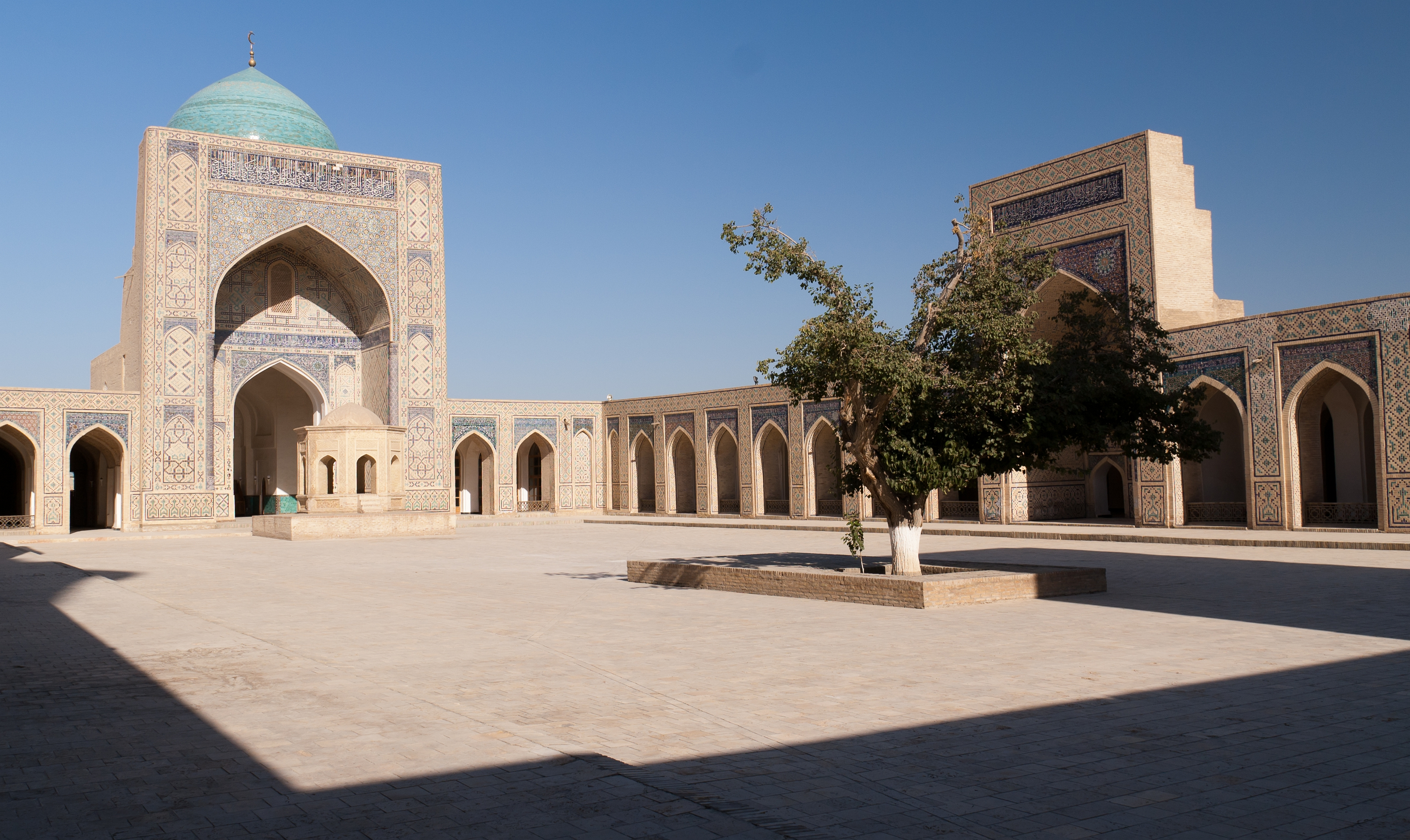
مسجد في مدينة قرشي بجنوب أوزبكستان التابعة لولاية قشقداريا، وهي من القرى التي ما زالت فيها جالية من الناطقين باللهجة العربية القشقدارية.

يظهرُ التقصي اللغوي أن أصل اللهجتين البخارية والقشقدارية يأتي من اللهجة العراقية، والتي انفصلتا عنها منذ فترة طويلة جداً ربما كانت في زمن الدولة العباسية أو قبله، وهو ما يُسْتَدَلُّ عليه من عدم وجود الاختلاف في لفظ حرف «القاف» العربي بهاتين اللهجتين كما هي الحال في لهجات العراق الحالية.
على نحوٍ عام، صانت اللجهتان البخارية والقشقدارية مفردات اللغة العربية ولفظها الصوتي، على أنهما تأثَّرتا كثيراً في قواعدهما النحوية وبعض الشيء في قواعدهما الصرفية بما أحاط بهما من لغاتٍ كثيرة، وهي: الطاجيكية والدرية (وهما من عائلة اللغات الإيرانية وقريبتان جداً من الفارسية) والأوزبكية والتركمانية (وهما من العائلة التركية)، وهذا رغم أن اللغات الإيرانية واللغات التركية مختلفةٌ كثيراً عن بعضها ومختلفةٌ -كذلك- اختلافاً جماً عن العربية التي تعتبر من اللغات السامية، وتؤدِّي هذه الاختلافات الشاسعة إلى تراوحٍ وتنوّع كبيرٍ في خصائص هاتين اللهجتين. 
وإجمالاً فإن سماتهما الصوتية (في لفظ الحروف ومخارجها) والدلالية (في أصول مفرداتهما)(2) مأخوذةٌ عن العربية، وأما قواعدهما النحوية والصرفية فمأخوذةٌ عن اللغات الإيرانية والتركية (ومعظمها من التركية)، كما أن كثيراً من أدواتهما الإعرابية مستعارةٌ من تلك اللغات. ويظنّ بعض الباحثون أن هاتين اللهجتين شهدتا تغيّرات ناجمةً عن إتقان الناطقين بهما لعدّة لغاتٍ مختلفة عن بعضها، مثل أن ترتيب مكوّنات الجملة فيهما يختلفُ عن الغالبية العظمى من سائر اللغات المعروفة.

## اللهجة الأفغانية

ولاية بلخ في أفغانستان.

تأثَّرت اللهجة العربية (أو الباخترية نسبةً لإقليم باختر التاريخي، كما تُسمَّى كذلك) الأفغانية تأثُّراً جماً باللغات المتعدّدة التي يتحدثها الناطقون بها، فهم يجمعون بين العربية والفارسية والأوزبكية والتركمانية والبشتوية، وهي لغاتٍ متنوّعة من العائلتين الإيرانية والتركية. ولهذا السبب فإنها -مثل سائر لهجات آسيا الوسطى- مختلفة عن عموم اللهجات العربية، وليس بين الناطقين بها وبين معظم العرب فهم متبادل، وهي مشكلةٌ لا تقتصرُ على كثرة الكلمات والتعابير المستعارة، وإنما اختلاط قواعد اللغة النحوية والصرفية والصوتية بغيرها.

### صوتياً
تستعيرُ اللهجة الأفغانية عدداً من حروف العلة (الصَّوائت) من لغاتٍ غير عربية، ومن أمثلتها حرفا "Ü" و"Ö" اللذين يُسْتَخدمان في كلمة «سُلْطان» فيُبْدِلان الضمَّة فيها بصوتٍ دائريّ أمامي، ولا تَرِدُ في هذه اللهجة حروف العلة المزدوجة إلا في الكلمات عربيَّة الأصل، مثل كلمة «بَيْت» (وتتوالى فيها الفتحة ثم الياء، وهو ما يٌقْصَدُ به ازدواج الصَّوائت).
على الجانب الآخر، اكتسبت اللهجة الأفغانية كثيراً من الحروف الصامتة غير المعتادة في اللهجات العربية نظراً لاستعارتها مفرداتٍ من لغاتٍ عديدةٍ لها ألفاظ مختلفة. فهذه اللهجة فيها معظم الصوامت العربية التراثية، وذلك لأن تجويد القرآن يُلْزِمُ أهلها بتعلّم هذه الأصوات، كما أن فيها حروفاً كثيرة مأخوذة عن الفارسية منها الباء المثلثة "پ" (بالرسم الصوتي العالمي: ‎[p]‏) والجيم المثلثة "چ" (‎[g]‏) وصوت «تش» (‎[tʃ]‏). وقد خَسِرَت الكثير من الكلمات عربية الأصل أصواتها الصامتة الأصلية والمُبْرَزة فأُبْدِلَت بصوامت فارسية بدون إبراز(1) (مثل إبدال حرف الظاء بالذال وحرف الصاد بالسين)، وقد سعى أحد مُعلِّمي القرآن في قرية من القرى الأفغانية لتصحيح هذه الأصوات فرُدَّت كثيرٌ منها إلى أصلها، على أن بعضها حُرِّفَت أكثر بسبب التصحيح الإفراطي، ومن ذلك كلمة «هِنْت» (ومعناها «أنت») التي رُدَّ فيها -خطأً- صوتُ الهاء إلى حاء فأمست: «حِنْت».

### نحوياً وصرفياً
من السّمات الصرفية الفريدة في اللهجة الأفغانية (بين لهجات آسيا الوسطى) أن صيغة المُثنَّى تستخدم فيها بالأسماء، فيُقَال: «قَرِيتِين»، كما أنها تستعيضُ عن كثيرٍ من جموع التكسير في العربية الفصحى بصيغٍ قياسية لجمع المذكر السالم أو المؤنث السالم، فيُقَال: «قَرْيَات» (عوضاً عن قُرَى) و«جُوجَات» (عوضاً عن دَجَاج) و«كافِرِين» (عوضاً عن كُفَّار)، ولو أن بعض جموع التكسير تبقى واردةً فيها، مثل «طُيُور». ويختلفُ تصريف الكلمات حسب الجنس (بين المذكر والمؤنث) حتى في صيغة الجمع، أي أن اسم الإشارة «هم» يختلف عن «هن». ومن السمات اللافتة في هذه اللهجة أن أل التعريف تأتي بها بمواضع غير مألوفة وكثيراً ما تتبعُ حرف الجر «في» أو واو العطف، مثل جملة: «في الدَّار الأمان» (والتي عُرِّفَت فيها كلمة «دار» رغم أنها مضافٌ إليه) وفي «والحكومتنا».
تستعير اللهجة الأفغانية معظم خواصّها النحوية من اللغتين التركية والفارسية، ولذلك فإن ترتيب مكوّنات الجملة السائد فيها يختلفُ عن الجملة العربية. إذ تبدأ الجملة الفعلية في هذه اللهجة بالفاعل، يليه المفعول به، ومنتهيةً بالفِعْل، وهو ترتيبٌ له أمثلة أخرى في لهجات آسيا الوسطى لكن ليست له أمثلة سواها بين اللهجة العربية. ومن أمثلة ذلك جملة:
- «في سِنْف أَهِدْعَشِرْ دَرَسْ مَقْرِي» («في»: في، «سنف»: صف مدرسي، «أهدعشر»: أحد عشر، «درس»: درس، «مقري»: قرأتُ). ومعناها: «أدرسُ في الصف الحادي عشر».
- «في قِرْيَة كَسِير شُغُل عِنْدِي» («في»: في، «قرية»: قرية، «كسير»: كثير، «شغل»: عمل، «عندي»: عندي). ومعناها: «لديَّ في القرية عملٌ كثير».

## اللهجة البخارية

ولاية بخارى الحالية في أوزبكستان.

تُعدّ اللهجة البخارية فئة من اللغة العربية متأثّرة بقُوَّة بلغتين من اللغات المحيطة بها، وهُمَا الطاجيكية والأوزبكية: وذلك رغم أن هاتين اللغتين من عائلتين مختلفتين أساساً، فالأوزبكية من عائلة اللغات التركية وأما الطاجيكية فمن العائلة الإيرانية (فهي تشبهُ الفارسية)، فيما أن العربية من اللغات السامية، وتؤدِّي هذه الاختلافات الشاسعة إلى تراوحٍ وتنوّع كبيرٍ خصائص اللهجة البخارية لغوياً.
يظنّ علماء اللسانيات أن اللهجة البخارية قريبةٌ في صفاتها اللغوية من اللهجات العراقية، ومن أمثلة هذه الصفات استعمال كلمة «فاد» (وهي تحويرٌ لـ«فَرْد») للتنكير، أي بمعنى «شخص» غير مُعرَّف، وكذلك لفظُ حرف السين مكان الثاء والزاي مكان الذال والظاء، كما هي الحال في بعض لهجات شمال العراق. على أن اللهجة البخارية تختلفُ ببعض صفاتها عن سائر اللهجات العربية، مثل أن أل التعريف أُسْقِطَت منها تماماً، كما أن واو العطف أُسٌقِطَت وحلَّت مكانها في عطف مكوّنات الجملة كلمة «يا» ومعناها «مع»، وأما الأفعال فتلفظُ متلاحقةً بدون أي أدوات عطفٍ فيما بينها. كما أن بعض الألفاظ العربية تردُ في هذه اللهجة بغير محلّها المألوف، فكلمة «كان» تأتي بمعنى «أن يوجد الشيء» (بدون أن يرتبط وجوده بالزمن الماضي حصراً)، وياء الملكية قد تتبعُ الفعل المضارع (مثل: «أنا ما أعرفاني»، أي: «لا أعرف»).

### صوتياً
صانت اللهجة البخارية لفظ معظم الحروف العربية الساكنة، بما فيها القاف (بالرسم الصوتي العالمي: (‎[q]‏) والحاء (‎[ḥ]‏) والخاء (‎[x]‏) والعين (‎[ʕ]‏) والغين (‎[ɣ]‏) والصاد (‎[sˤ]‏) والطاء (‎[tˤ]‏). على أن بعض حروف العلّة تختلفُ في هذه اللهجة عن حالها بالعربية الفصحى، فألف المد تنقلب واواً مثل كلمة «كون» بمعنى «كان».

### دلالياً
وجُلّ مفردات اللهجة البخارية عربية في أصلها، ولو أن بعضها مستعارةٌ من التركية والفارسية والروسية، ووجدت بعضُ الدراسات على عيّنات من اللغة المنطوقة أن نسبة المفردات غير العربية فيها لا تتعدَّى عشرة في المئة. ومن أمثلة مفرداتها الأجنبية ما يلي:
- «بوزور» (أي: «سوق»)، من أصل فارسي.
- «سارتاروش» (أي: «حلاّق»)، من أصل أوزبكي.
- «برشة» (أي: «قطعة»)، من أصل تركي.
- «أملك دور» (أي: «موظف حكومة»، من كلمتي «مُلْك» و«دار»)، من أصل فارسي.

ومن أمثلة المفردات العربية التي تحوَّر لفظُها في هذه اللهجة:
- «نيطا» (أي: «يعطي»).
- «نيشاد» (أي: «ينشد» أو «يطلب»).

### نحوياً وصرفياً
مع أن اللهجة البخارية قريبة من اللغة العربية الفصحى في لفظها ومفرداتها، إلا إن قواعدها النحوية (خاصَّة) والصرفية (عامة) أقربُ بكثيرٍ إلى اللغتين الأوزبكية والطاجيكية منها إلى العربية. ويتوافق ترتيب مكوّنات الجملة الفعلية السَّائدُ في اللهجة البخارية مع الترتيب المألوف باللغة الأوزبكية، إذ تبدأُ الجملة -عادةً- بالفاعل فالفعول به فالفعل أخيراً (وهذا يخالفُ الترتيب المألوف بالعربية، الذي يبدأ بالفعل فالفاعل فالمفعول به). ومن أمثلة ذلك جملة: «فاد فقير كون» (أي: «كان هناك رجل فقير»)، إذ إن فعل الماضي «كون» جاء في آخر الجملة.
على أن خصائص ترتيب الجملة في اللهجة البخارية ليست متماثلةً مع خصائصه في اللغة الأوزبكية ولا الطاجيكية، بل إن فيها مزيجاً غريباً من خواصّ ترتيب الجملة في هاتين اللغتين وفي العربية، إلى درجة أن هذا المزيج قد يُميّزها عن معظم أو سائر لغات الإنسان المعروفة سواها. ولعلَّ ترتيب مكوناتها في طريقه إلى الاستقرار (حسب نظريات بعض اللغويّين)، ونبذ صياغات الجملة غير المعتادة للاستقرار على ترتيب مكوّنات الجملة في اللغة الأوزبكية، وهو الفاعل متبوعاً بالمفعول به فالفعل.
من سمات ترتيب الجملة في اللهجة البخارية المماثلة لقواعد العربية الفصحى واللهجات العربية أن الصفة تتبعُ الموصوف، كأن يُقَال: «عيشٍ أسود» (أي: «أرزٌ أسود») و«بَحْرٍ كبير» (أي: «نهرٌ كبير») و«خبزةٍ زينة» (أي: «خبزٌ جيد»)، مع استثناء واحد هو صفة «كثير» التي تسبقُ الاسم الموصوفة عادةً (مثل: «كَسِير سنة»، أي: «سنوات كثيرة»). وقد يشبهُ تنوين الجر في هذه الأسماء -ظاهرياً- التنوين المألوف بالعربية الفصحى، لكن وظيفته في هذا السياق مختلفة؛ فهي إضافة الصفة إلى الموصوف، وهي سمةٌ مستعارةٌ من اللغة الفارسية لا العربية (اقرأ عن الإضافة في اللغة الفارسية للمزيد).
ومن السمات الأخرى المطابقة لقواعد العربية العربية الفصحى أن المضاف إليه يتبعُ الاسم المُضَاف، مثل: «مزار عربٍ» (أي: «مزار العرب») و«رقبة دابة» (أي: «رقبة الحصان»)، كما وقد تأتي الإضافة بحرف الجر «إلى»، ومن ذلك: «مَرْتْ إِلَيّ» (أي: «امرأتي»). وفي سياقات نادرةٍ تُضَافُ الأسماء بصيغةٍ مستعارة من اللغات التركية، وهي: «أمير وَلَدُ» (أي: «ولد الأمير») أو «إَلَيّْ اسمي» (أي: «اسمي»). وتسبقُ حروف الجر في الغالبية العظمى من الجمل الاسم المجرور، كما هي الحال في العربية، كجملة: «في بِيْتُو» (أي: «في بيته»).
وأما أكثرُ السمات غرابةً في اللهجة البخارية والتي تُميّزها عن اللغة العربية (والسَّواد الأعظم من اللغات) فهي الأسماء الموصولة، وتأتي هذه الأسماء في مكانٍ غريبٍ بالجملة عمَّا هو مألوف بالعربية، فضلاً عن أنها قد تضيفُ حروفاً وظيفتها غير معروفة إلى الكلام. ومن أمثلتها ما يلي: «إسكندرْ مَقُولٍ فَادْ أميرْ كُون» («إسكندر»: الإسكندر الكبير، «مقولٍ»: يقول، «فاد»: فردٍ أو شخص، «أمير»: أمير، «كُون»: كَان)، ومعناها حرفياً: «كان هناك الأمير الذي يُقَال لهُ الإسكندر» أو -بتصرّف-: «عاش أمير يقالُ له الإسكندر». وفي جملةٍ أخرى: «مِنْ نَهَرْ يُودِيَامْ شَجَرْ كُوْن» («من»: من، «نهر»: نهر، «يوديام»: يذهب أو يمتد، «شجر»: عشب، «كون»: كان)، أي: «كان هناك عشبٌ يمتدّ من النهر».
ومن الغريب -كذلك- في اللهجة البخارية كثرة استخدام صيغة المصدر من الأفعال بإضافة اللاحقة «هان» أو "أهان"، وهي صيغةٌ تردُ في سياقاتٍ متعدّدة وأصلها غير معروف (فلعلَّهُ من صيغة "فعالان" العربية أو صيغة "-أن" بالطاجيكية أو "-قان" بالأوزبيكية)." ومن أمثلة السياقات الكثيرة التي تأتي فيها هذه الصيغة:
- إِيشْتُو تِعْرِفوم هات هَرَامِي كَايْن-هَانُ-و («إيشتو»: كيف، «تعرفوم»: تعرف، «هات»: هذا، «هرامي»: لصّ، «كاين»: يكون، «هان»: صيغة المصدر، «الواو»: ضمير متصل للمفرد الغائب بمثابة «هو»). ومعناها: «كيف تعرف أن هذا هو اللصّ؟».[39]
- كَسِيرْ دَرْبْ سَيْر-هَان خِلاف («كسير»: كثير، «درب»: طريق، «سير»: يسير، «هان»: صيغة المصدر، «خلاف»: بعد). ومعناها: «بعد مسيرٍ في طرق كثيرة..».[41]

وتتوالى الأفعال بالجملة الواحدة في اللهجة البخارية بدون أدوات عطفٍ بينها، كما يأتي:
- في مُو فَارُّو يَادُو غَرْقْ شورو («في»: في، «مو»: ماء، «فارو»: يقفز، «يادو»: يذهب، «غرق»: يغرق، «شورو»: يصبح). ومعناها: «قفزوا في الماء فراحوا وغرقوا فيه».[42]

ويكثرُ أن يختتم الجملة الفعلية فعل «وُقْف» (أي: واقف) بعد فعل مضارع يسبقه،
- هِنْتِ إيش مِـ-ـسـ-ـسين وُقْفِـ-ـنْـ-ـكِ؟ («هنت»: أنتِ، «إيش»: ماذا، «الميم»: تصريف لزمن الفعل المضارع، «السين»: ضمير متصل للمؤنث المخاطب بمثابة «أنتِ»، «سين»: يفعل، «وقف»: واقف، «التنوين»: أداة لتصريف الفعل إلى اسم، «الكاف»: أداة تأنيث). معناها: «ماذا تفعلين؟».[42]

تستعيض اللهجة البخارية (مثل اللغات الإيرانية والتركية) عن علامة التعريف بعلامة التنكير، إذ إن الحالة السائدة فيها هي التعريف، وأما التنكيرُ فلهُ أداة خاصة هي كلمة «فاد» المأخوذة عن كلمة «فرد» بالعربية. وتستخدم بعض اللهجات العربية كلمة «فرد» أو «واحد» بطريقة شبيهة للتنكير، لكن التنكير في اللهجات العربية الأخرى أقلُّ شيوعاً بكثيرٍ من حاله في البخارية.
واكتسبتها اللهجة البخارية كثيراً من أدواتها الإعرابية من لغاتٍ أجنبية (أي من الطاجيكية والأوزبيكية)، ومن ذلك حرف «كِ» الذي يأتي بمعنى «أنه» ليسبق الكلام المنقول عن شخصٍ ما، وحرف «نا» للنفي (مثل ما النافية)، وكلمة «هاسْتْ» بمعنى «هناك» (وهي مستخدمة في بعض اللهجات العراقية كذلك)، و«أَغَار» بمعنى «إذا» (كما ويستخدمُ بنفس السياق حرف «إِنْ» من العربية)، وأداة الاستفهام «مِي» (وأصلها من التركية)، ولاحقة «-جي» لوصف وظيفة الإنسان (وهي إضافة شائعةٌ في اللهجات العربية المشرقية).
يبدأ الفعل المضارع في اللهجة البخارية بحرف الميم، ومن حالاته كلمة «مدري» أي: «أنا أعرف» (وهذا على النقيض من معظم اللهجات العربية، بما فيها اللهجة القشقدارية المجاورة، التي تعني فيها هذه الكلمة: «لا أعرف»). وأما صوتياً، فإنَّ اللهجة البخارية تصونُ لفظ الحروف العربية الساكنة (مثل القاف وغيرها)، وتشيرُ هذه الخاصية إلى أن اللهجة البخارية لهجة مدنية، على عكس القشقدارية التي تعد لهجة بدوية لهذه الصّفة وغيرها.

## اللهجة القشقدارية

موقع ولاية قشقداريا في جنوبية أوزبكستان.

### صوتياً
تشبهُ اللهجة القشقدارية العربية الفصحى ومعظم اللهجات العربية المشرقية في عدم التقاء السَّاكِنَيْن، فالسَّائد هو أن يتبع الحرف الساكن حرف علة.وفي هذه اللهجة حرفان ساكنان غير موجودين بالعربيَّة الفصحى ولا لهجاتها، والأول منهما هو الباء المهموسة أو الباء الثلاثية (بالرسم الصوتي العالمي: (‎[p]‏)، مثل كلمة «پوليشتا» (أي: وسادة)، والثاني هو حرف «تش» ((‎[tʃ]‏، كما يرسمُ بصورة Č)، مثل كلمة «تشاي» (أي: شاي). وقد يردُ هذان الحرفان في كلماتٍ أجنبية مستعارةٍ أو في كلماتٍ أصلها عربيّ، كحال الفعل: «هَرَپ»، وهي حالةٌ شائعةٌ في هذه اللهجة تُمْسِي فيها الحروف المجهورة (ومنها الباء) حروفاً مهموسة (ومنها الباء الثلاثية أو المهموسة).
كما أن في هذه اللهجة الجيم المثلثة التي تكثرُ في اللهجات العربية المشرقية، رغم أنها غير موجودةٍ في الفصحى. وتستعيضُ اللهجة القشقدارية عن حرف القاف في العربية الفصحى بالكاف، فيُقَالُ «كرا» بمعنى «قرأ».
وأما من ناحية حروف العلة فإن اللهجة القشقدارية تختلفُ عن العربية الفصحى بعدمِ تمييزها بين الصوائت الطويلة والقصيرة (فالفتحة وألف المدِّ متماثلان في المعنى بها). وقد تأثَّرت هذه اللهجة بالسمات الصوتية للغة الطاجيكية فصارت تقلبُ ألف المدّ إلى واو مدّ، فتتحوَّرُ فيها كلمة «ماء» إلى «مُويَا»، و«زمان» إلى «زَمُون»، «جواب» إلى «جَوُوب» (وأحياناً تُقَال هذه الكلمات بكلا الشكلين، فتصلحُ بالواو وتصلحُ بالألف). كما يُقَال: «كلوم» مكان «كلام» و«طعوم» مكان «طعام».

### دلالياً
تستخدمُ اللهجة القشقدارية أسماء الأرقام العربية للأعداد من واحدٍ إلى أربعة، مع شيءٍ من التحوير في لفظها عن المألوف (فيقال: فَدْهَات،(3) إِسْنِين، سَلاس، أُورْبَة)، وتجمعُ ما بَيْن أسماء الأرقام العربية والطاجيكية بين خمسة إلى سبعة (حَمْشَة أو پَانْج، سِتة أو شِيْش، سبعة أو هافت)، وتستعمل الأسماء الطاجيكية حصراً للأرقام ثمانية وتسعة (هَاشْت ونُوْه)، والرقم العربي للعدد «عشرة». ومن السِّمات الفريدة في هذه اللهجة أن أسماء الأرقام من 11 إلى 19 تبدأُ بالرقم «عشر» يليه العدد المُضَاف، مثل: «عشرة سلاس» و«عشرة سبعة»، كما أن العدد يسبقُ الاسم المعدودة فيُقَال: «عشرة سبعة وَلَد».
من الكلمات ذات الأصل العربي في اللهجة القشقدارية (ولو اختلف لفظُها عن أصلها العربي) ما يلي:
- عرپ (أي: عرب، بباءٍ مهموسة).
- أَرْكُپ (أي: يَرْكِبْ، بباءٍ مهموسة).
- هَاتْش (أي: حاج أداء فريضة الحج الإسلامية).[24]
- جَرَحْ (أي: جُرْح).

من الكلمات ذات الأصل الأجنبي في اللهجة القشقدارية ما يلي:
- كوتشا (أي: شارع).[24]
- پول (أي: مال).[44]

### نحوياً وصرفياً
تشبهُ اللهجة القشقدارية العربية الفصحى في خاصية جمع المؤنث السالم بإلحاق "ات" بنهاية الكلمة، كما أن فيها خواصاً للجمع غريبةً عن اللغة العربية، مثل لاحقة "م" (مثال: كلمة "حمرا"، أي "نقد"، جمعها "حمرايام). ومن كلماتها ذات الأصول العربية الواضحة «كرا» أي «قرأ»، و"جزيرة" أي "صحراء". ويكثرُ أن تستخدم في المقارنة كلمة "جُدُو" (من "جداً")، فيُقَال: "جُدُو زِيْن" (أي: الأفضل) و"جُدُو كْبِيْر" (أي: الأكبر).
تُضَاف إلى أول الفعل المضارع سابقة «تا» لتصف المستقبل الحالي، مثل «تانوغدي» أي «لنذهب حالاً». وتتبعُ الأفعال -إجمالاً- أصول الاشتقاق في اللغة العربية، بما فيها التمييز للعدد والجنس وفعل الأمر وغير ذلك. وتُضَاف إلى الأسماء بعض اللواحق الطاجيكية والأوزبكية عرضاً، مثل لاحقة «-نين» التركية على شاكلة: «أحمدنين كِتَابِ» (أي: كتاب أحمد).
على الصعيد النحوي، تستخدم الجملة الفعلية في اللهجة القشقدارية بعِدَّة طرقٍ تختلفُ عن تلك المألوفة في العربية، ولعلَّها بتأثيرٍ من اللغة الأوزبكية. ومن هذه الطرق ما يلي:
- تبدأ المفعول به يليه الفاعل وتنتهي بالفعل. مثال: «إيزوجة أفندي كال» (أي: «قال الأفندي لزوجته»),[14]
- تبدأ بالفاعل يليه الفعل وتنتهي بالمفعول به. مثال: "پُوشُو چال إِوَلَد" (أي: قال الباشا للولد..").
- تبدأُ بالفاعل يليه المفعول به وتنتهي بالفعل. مثالأ: "بُويْ إِبِنْت حُوشْرُيَة چالكِ" (أي: "قال البيه للفتاة الجميلة).[46]

ومن المألوف أن يَسبِق المُضَاف المضاف إليه كما هي الحال في العربية، مثل جملة «روس الحِمُور» (أي: رؤوس الحمير)، و«صُحْب البَچِرْ» (أي: صاحب البقر). على أن العكس يقعُ كذلك كنتيجةٍ لتأثير اللغة الأوزبكية، ومن ذلك أن يُقَال: «ولدك فَرَسُو» (أي: فرس أو حصان وَلَدِكْ)، و«أفندي مُرْتَه» (أي: امرأة الأفندي).

## اللهجة الخراسانية

مقاطعة خراسان السابقة في إيران، وقد أُعِيد تقسيمها إدارياً إلى ثلاث محافظات هي (من الأعلى إلى الأسفل): خراسان الشمالية وخراسان الجنوبية وخراسان رضوي، علماً بأن هذه المنطقة مختلفةٌ في حدودها عن إقليم خراسان الكبرى المعروف في التاريخ العربي الإسلامي.

تختلفُ الخراسانية عن سائر اللهجات العربية في آسيا الوسطى بأن تفاعلها وتأثّرها التاريخي كان بلغة واحدةٍ ليس إلا، وهي اللغة الفارسية السائدة في مقاطعة خراسان الإيرانية، وهذا اختلافٌ واضحٌ عن لهجات أوزبكستان وأفغانستان التي تأثّرت بلُغات تركية عِدّة (لا إيرانية فحسب). وتستعيرُ اللهجة كثيراً من مفرداتها وسماتها الصوتية من الفارسية، بل إن كثيراً من مفرداتها عربية الأصل جاءت إليها عن طريق الفارسية فطُبِعَت باللفظ ومخارج الحروف الفارسية. وتستخدم عادةً الأرقام الفارسية في هذه اللهجة لأسماء الأرقام الأعلى من خمسة.

### صوتياً
في اللهجة الخراسانية عشرة حروف عِلّة (أو صوائت) منها خمسة قصيرة وخمسة طويلة، وهي تزيدُ في ذلك ببعض الأصوات عن العربية الفصحى التي فيها ثلاثة أصوات قصيرة (هي الحركات) وثلاثة طويلة (وهي حروف المد). ومن الأصوات الزائدة في اللهجة اللفظ الخلفي للفتحة وألف المد (بالرسم الصوتي العالمي: ‎[ɒ]‏)، ويُفرِّقُ الناطقون باللهجة الخراسانية بقُوّة بين هذا اللفظ ولفظ ألف المد فيعتبرونهما صوتين مختلفين بمعانٍ مختلفة. وكثيراً ما تنقلبُ الفتحة في هذه اللهجة إلى كسرة أو ضمة، فيُقَال: «ذُرَب» (أي: ضَرَب) و«رِبِيع» (أي: رَبِيع) و«تْشِتَب» (أي: كَتَب). وقد أُسْقِطَت معظم الصوائت المزدوجة (وهي حروف العِلّة المتعاقبة، أو الحركات التي تعقبُها حروف علّة) فجاء مكانها صوتٌ واحد، ومن أمثلة ذلك أن يقال فيها: «يُمْ» (عوضاً عن «يَوْم»، بلفظ الواو) و«لِلَة» (عوضً عن «لَيْلَة»، بلفظ الياء). كما أن فيها تحريفاتٍ صوتية غير واضحة السبب، مثل كلمة «مَرِة» (امرأة) التي تُصرَّفُ إلى «مُورِيتَه» (امرأتُه).
وأما الحروف الصامتة فتختلفُ بطريقتين أساسيَّيتن وكبيرَتَيْن عن العربية الفصحى. والاختلاف الأول هو إبِدالُ بالحروف العربية البارزة صوامت فارسية بدون إبراز(1) (مثل إبدال الحاء بالهاء)، وأما الاختلاف الثاني فهو تقديمُ مخارج لفظ الحروف الصافرة (مثل السين) إلى حروفٍ بين سنية (مثل التاء)، فتغدو السين والطاء تاءً والزاي ذالاً، كما أن الواو تنقلبُ إلى حرف الفاء المثلثة: "ڤ" (‎[v]‏)، وتنتجُ عن ذلك تحوّلات كثيرةٌ للكلمات (عربية كانت أم فارسية) ولو أنها قد تقتصرُ على اللهجات القروية في زيركوه، وربما لا تمتدّ إلى عربخانة ومدينة سرخس. ومن أمثلة هذه التحولات ما يأتي:
- تَاحِبْ (عوضاً عن: صاحب).
- بِيْذ (عوضاً عن: بَيْض).
- خُبُذ (عوضاً عن: خُبْز).
- ڤِيْن؟ (عوضاً عن: أين؟).
- ذِنْدِگِي (عوضاً عن: زندگی، وهي كلمة فارسية معناها: «حياة»).

فضلاً عن ذلك يُبْدِلُ كثيرٌ من العرب البدو والرُّحَل في شرق إيران بحرف القاف العربي الجيم المثلثة أي الكاف الفارسية (‎[g]‏)، ويبدلون بحرف الكاف صوت «تش» (‎[tʃ]‏)، وهو ما يشيعُ في اللهجات العربية البدوية عامَّة. فيقولون: «يُگْعُد» (أي: يقعد) «بَگيِر» (أي: بقر) و«تْشَان» (أي: كان) و«إِتْشَال» (أي: يأكل).

### دلالياً
تأثّرت اللهجة الخراسانية بالدرجة الأولى باللغة الفارسية، ولذا فإن في مفرداتها مزيجاً من الكلمات العربية والفارسية في أصولها، وفيما يأتي بعضُ كلماتها المتكرّرة مع لفظها ومعانيها:
- إِشْتُو (كيف؟).
- لِيش (لماذا؟).
- إيش (ماذا؟).
- إيمتى (متى؟).
- مين (مَنْ؟).
- هاتْشْ (إذاً).
- تا (حتى).
- إل (إلى).
- يا (مع)، وتُضَاف إليها لاحقة للضمائر المتّصلة، مثلاً: «ياه» (معهُ) و«ياهي» (معها).
- شِيتِين (شيء).
- أُمَّا (ماء).
- إِگِلْ (رجل).
- إِبو (أب).
- هَنْگومِه (يتحدث).
- تَايَال (يسأل).
- راد (يُرِيد).
- تاڤا أو يِتَاية (يصنع أو يعمل).

### نحوياً وصرفياً
تبدأ الجملة الفعلية في اللهجة الخراسانية بالفاعل يليه المفعول به وتنتهي بالفعل، ويظهر أن ترتيب مكونات الجملة هذا متأثّر باللغة الفارسية (ولو أن العربية الفصحى فيها مرونةٌ بترتيب الجملة، على أن السائد هو البداية بالفعل). ومن أمثلة ذلك: «أحنِيهْ فِيگ گِدِيمْ مَالادَار كُنِّه» («أحنيه»: نحن، «في»: في، «گديم»: قديم، «مالادار»: رعاة، «كُنِّه»: كنا)، أي: «كُنَّا قديماً من الرعاة».
تستخدم أل التعريف في اللهجة الخراسانية مثل العربية الفصحى، على أن فيها أداةً للتنكير (وهو ما ليس لهُ وجودٌ بالفصحى، إذ إن الأصل هو التنكير) فتضافُ إليها بادئة «فال»، وهي مماثلةٌ في وظيفتها لكلمة «فاد» في معظم اللهجات العربية الأخرى بآسيا الوسطى، والمشتقّة أصلاً من «فرد» بمعنى شخصٍ أو شيءٍ واحد.
وتتميَّزُ هذه اللهجة بأن فيها كثيراً من الأفعال المُركَّبة المستعارة من الفارسية (أي فعلٌ واحد من كلمتين، وليست في أصل اللغة العربية أفعالٌ كهذه)، ومن ذلك: «طِيْ تافا» (ومعناها: يَعْبُر)، و«دَرْت گورا» (ومعناها: يذاكر أو يتعلّم). كما تتميز بكثرة ما فيها من بواقي استعمالات التنوين، مثل:
- أتاع نَعْمَتاتِين هات («أتاع»: الآن، «نعمتاتين»: نِعَم مع التنوين، «هات»: هناك، وهي من أصل فارسي). ومعناها: «هناك الآن نعم».
- يا مَشَگتاتِين بِتْياري («يا»: مع، «مشگتاتين»: مشقّات مع التنوين، «بتياري»: كثير). ومعناها: «مع مشقّات كثيرة».[52]

فيما يلي قائمة بضمائر اللهجة الخراسانية كاملة حين تأتي منفصلة أو متصلة:
| الصيغة                | الضمير المنفصل (بالفصحى) | الضمير المنفصل (بالخراسانية) | الضمير المتصل (بالخراسانية، بعد ساكن) | الضمير المتصل (بالخراسانية، بعد صائت) |
| --------------------- | ------------------------ | ---------------------------- | ------------------------------------- | ------------------------------------- |
| المتكلم المفرد        | أنا                      | أَنِي                          | كسرة                                  | ياء                                   |
| المتكلم بالجمع        | نحن                      | إِحْنِيه                        | نه                                    | نه                                    |
| المخاطب المذكر (مفرد) | أنتَ                      | إنتِه                         | اك                                    | كاف                                   |
| المخاطب المؤنث (مفرد) | أنتِ                      | إنتي                         | يتش                                   | تش                                    |
| المخاطب المذكر (جمع)  | أنتم                     | إِنْتو                         | كُم                                    | كُم                                    |
| المخاطب المؤنث (جمع)  | أنتن                     | إِنْتَان                        | تشِنْ                                   | تشِنْ                                   |
| الغائب المذكر (مفرد)  | هو                       | أوهو                         | اه                                    | هاء                                   |
| الغائب المؤنث (مفرد)  | هي                       | إيهي                         | هي                                    | هي                                    |
| الغائب المذكر (جمع)   | هم                       | أوهوم                        | هُم                                    | هُم                                    |
| الغائب المؤنث (جمع)   | هن                       | إيهينّ                        | هينِّي                                  | هينِّي                                  |

فيما يلي أمثلة توضيحية على تصريف الأفعال بالخراسانية بناءً على الفعل «يكتُب» بالزمن الماضي:
| التصريف               | الفعل (بالخراسانية) | الفعل (بالعربية) |
| --------------------- | ------------------- | ---------------- |
| المتكلم المنفرد       | تْشِتَابت              | كتبتُ             |
| المتكلم بالجمع        | تْشِتَابْنِه             | كتبنا            |
| المخاطب المذكر (مفرد) | تْشِتَابت              | كتبتَ             |
| المخاطب المؤنث (مفرد) | تْشِتَابتِ              | كتبتِ             |
| المخاطب المذكر (جمع)  | تْشِتَابتو             | كتبتم            |
| المخاطب المؤنث (جمع)  | تْشِتَابتَن             | كتبتن            |
| الغائب المذكر (مفرد)  | تْشِتَاب               | كتبَ              |
| الغائب المؤنث (مفرد)  | تْشِتِبات              | كتبت             |
| الغائب المذكر (جمع)   | تْشِتَبوه              | كتبوا            |
| الغائب المؤنث (جمع)   | تْشِتِبان              | كتبن             |

### فهرس المراجع
1. 1 2 3 4 5  Seeger 2002، صفحة 4.
2. ↑  "Arabs of Central Asia: What Language Do They Speak?". Central Asia Analytical Network (بru-RU). 22 Nov 2017. Archived from the original on 2020-10-31. Retrieved 2021-01-18.{{استشهاد ويب}}:  صيانة الاستشهاد: لغة غير مدعومة (link)
3. 1 2 3 4 5  تشيكوفاني 2010، صفحة 91.
4. ↑  Nordhoff، Sebastian؛ Hammarström، Harald؛ Forkel، Robert؛ Haspelmath، Martin، المحررون (2013). "*عربية آسيا الوسطى
  - العربية الأفغانية
  - العربية البخارية
  - العربية الخراسانية
  - العربية القشقدارية". غلوتولوغ. Leipzig: Max Planck Institute for Evolutionary Anthropology. {{استشهاد بكتاب}}: line feed character في |chapter= في مكان 19 (مساعدة)، الوسيط |إظهار المحررين=4 غير صالح (مساعدة)، الوسيط غير المعروف |chapterurl= تم تجاهله يقترح استخدام |مسار الفصل= (مساعدة)، وروابط خارجية في |chapterurl= (مساعدة)
5. 1 2  Akkuş 2017، صفحة 3.
6. 1 2 3 4 5 6  Csató, Isaksson & Jahani 2005، صفحة 127.
7. ↑  Procházka 2020، صفحة 100.
8. 1 2 3 4  Seeger 2013، صفحة 3.
9. ↑  Peter R. Blood, ed. Afghanistan: A Country Study. Washington: GPO for the Library of Congress, 2001 نسخة محفوظة 03 نوفمبر 2016 على موقع واي باك مشين.
10. ↑  Muhammad Qasim Hindu Shah (1560–1620). "History of the Mohamedan Power in India". Persian Literature in Translation. مؤسسة باكارد للعلوم الإنسانية. مؤرشف من الأصل في 2009-02-11. اطلع عليه بتاريخ 2010-09-12.{{استشهاد ويب}}:  صيانة الاستشهاد: أسماء عددية: قائمة المؤلفين (link)
11. ↑  Owens 2000، صفحة 181.
12. 1 2 3  تشيكوفاني 2010، صفحة 92.
13. 1 2  زعبل 2010، صفحة 222.
14. 1 2 3 4 5 6 7 8  تشيكوفاني 2010، صفحة 93.
15. 1 2  Owens 2000، صفحة 182.
16. 1 2 3  Owens 2000، صفحة 183.
17. 1 2  Csató, Isaksson & Jahani 2005، صفحة 161.
18. 1 2 3  Seeger 2002، صفحة 3.
19. ↑  Seeger 2002، صفحة 1.
20. ↑  Seeger 2013، صفحة 5.
21. ↑  Seeger 2013، صفحة 6.
22. 1 2  Csató, Isaksson & Jahani 2005، صفحة 134.
23. 1 2 3  Owens 2000، صفحة 184.
24. 1 2 3 4 5 6  Csató, Isaksson & Jahani 2005، صفحة 128.
25. ↑  Seeger 2002، صفحة 2.
26. ↑  Csató, Isaksson & Jahani 2005، صفحة 162.
27. 1 2 3 4  Csató, Isaksson & Jahani 2005، صفحة 143.
28. 1 2 3  Csató, Isaksson & Jahani 2005، صفحة 135.
29. ↑  Csató, Isaksson & Jahani 2005، صفحة 141.
30. 1 2  Owens 2000، صفحة 185.
31. ↑  Owens 2000، صفحة 186.
32. 1 2 3 4 5  Csató, Isaksson & Jahani 2005، صفحة 142.
33. ↑  Csató, Isaksson & Jahani 2005، صفحة 152.
34. ↑  Csató, Isaksson & Jahani 2005، صفحة 157.
35. 1 2  Csató, Isaksson & Jahani 2005، صفحة 145.
36. 1 2  Csató, Isaksson & Jahani 2005، صفحة 146.
37. ↑  Csató, Isaksson & Jahani 2005، صفحة 147.
38. ↑  Csató, Isaksson & Jahani 2005، صفحة 148.
39. 1 2  Csató, Isaksson & Jahani 2005، صفحة 149.
40. 1 2  Csató, Isaksson & Jahani 2005، صفحة 154.
41. ↑  Csató, Isaksson & Jahani 2005، صفحة 150.
42. 1 2  Csató, Isaksson & Jahani 2005، صفحة 151.
43. ↑  Csató, Isaksson & Jahani 2005، صفحة 153.
44. 1 2  Csató, Isaksson & Jahani 2005، صفحة 129.
45. 1 2 3  Csató, Isaksson & Jahani 2005، صفحة 130.
46. 1 2 3  Csató, Isaksson & Jahani 2005، صفحة 131.
47. ↑  Csató, Isaksson & Jahani 2005، صفحة 132.
48. 1 2  Seeger 2002، صفحة 5.
49. 1 2  Seeger 2002، صفحة 6.
50. ↑  Seeger 2002، صفحة 11-12.
51. 1 2  Seeger 2002، صفحة 9.
52. ↑  Seeger 2002، صفحة 10.
53. ↑  Seeger 2002، صفحة 7.
54. ↑  AlGhoul، Ghadi (يونيو 2015). "Emphatic Consonants of Modern Standard Arabic & Effects on Vowel Height, Backness, & Dispersio". Research Gate. مؤرشف من الأصل في 2021-01-18. اطلع عليه بتاريخ 2021-01-18.

### معلومات المراجع كاملة
باللغة العربية
- تشيكوفاني، غوارم (2010). "الحضارة العربية في آسيا الوسطى والقوقاز". مجلة الفيصل ع. 405–406. مؤرشف من الأصل في 2020-12-25. اطلع عليه بتاريخ 2020-12-25.
- مجدي زعبل (25-12-2020). الحوار العربي التركي حول قضايا الإسلام في آسيا الوسطى (ط. الأولى). المنظمة الإسلامية للتربية والعلوم والثقافة. ص. 222. مؤرشف من الأصل في 2022-06-24. {{استشهاد بكتاب}}: تحقق من التاريخ في: |سنة= لا يطابق |تاريخ= (مساعدة)

باللغات الأجنبية
- Akkuş، Faruk (2017). "Peripheral Arabic dialects". The Routledge Handbook of Arabic Linguistics (PDF). Routledge. مؤرشف من الأصل (PDF) في 2021-01-17. اطلع عليه بتاريخ 2021-01-06.
- Owens، Jonathan (2000). Arabic As a Minority Language. نيويورك (الولايات المتحدة): Walter de Gruyter. مؤرشف من الأصل في 2021-01-17. اطلع عليه بتاريخ 2021-01-06.
- Procházka، Stephan (2020). Christopher Lucas؛ Stefano Manfredi (المحررون). "Arabic and contact-induced change". Harrassowitz. برلين (ألمانيا): Language Science Press. DOI:10.5281/zenodo.3744565. مؤرشف من الأصل في 2016-03-04. اطلع عليه بتاريخ 2021-01-06.
- Seeger، Ulrich (2002). "Two texts in the Arabic dialect of Khorasan" (PDF). Harrassowitz. هايدلبرغ (ألمانيا). مؤرشف من الأصل (PDF) في 2016-03-04. اطلع عليه بتاريخ 2021-01-09.
- Seeger، Ulrich (2013). "On the Relationship of the Central Asian Arabic Dialects: with a previously unpublished text from South Khorasan" (PDF). Harrassowitz. هايدلبرغ (ألمانيا). مؤرشف من الأصل (PDF) في 2016-03-04. اطلع عليه بتاريخ 2021-01-06.
- Csató، Éva Ágnes؛ Isaksson، Bo؛ Jahani، Carina (2005). Linguistic Convergence and Areal Diffusion: Case Studies from Iranian, Semitic and Turkic. RoutledgeCurzon Taylor & Francis Group. ISBN:0415308046. مؤرشف من الأصل في 2020-12-27. اطلع عليه بتاريخ 2020-12-27 – عبر Google Books.